# Frederico de Freitas (colecionador de arte)
Frederico Augusto da Cunha e Freitas ComM (Funchal, Madeira, 15 de dezembro de 1894 – Funchal, Madeira, 27 de novembro de 1978) foi um advogado, notário e colecionador de arte português.

## Biografia
Frederico de Freitas nasceu na cidade do Funchal, na ilha e arquipélago da Madeira, em Portugal, a 15 de dezembro de 1894. Frequentou a Faculdade de Direito da Universidade de Coimbra e seguiu a carreira de advogado e notário. Ocupou o cargo de chefe da Secretaria Notarial do Funchal. Publicou, juntamente com Pedro Góis Pita e Juvenal Henriques de Araújo, a Revista de Direito, que contou com 13 números entre 1920 e 1922.
Apesar da sua formação e carreira profissional na área jurídica, notabilizou-se sobretudo como colecionador de obras de arte decorativa, que começou a reunir nos anos 1930. No início dos anos 1940, quando arrendou e se mudou para a ampla casa da Calçada (em que habitou até à morte), a sua coleção adensou-se.
Dado o seu envolvimento com as artes, promoveu, no Funchal, em 1934, a 1.ª Exposição de Estampas da Madeira, que foi motivo da publicação Estampas Antigas da Madeira. A 29 de dezembro de 1949, inaugurou-se outra exposição por si impulsionada, Exposição de Gravuras Antigas da Madeira (no atual Museu Quinta das Cruzes), que deu origem a mais uma publicação, Estampas Antigas de Paisagens e Costumes da Madeira. Promoveu outra apresentação da mesma natureza em abril de 1972. A partir de 1943, passou a integrar o Conselho Diretivo da Sociedade de Concertos da Madeira, criada nesse ano. Em 1973, foi membro da Comissão Diretiva do Museu Quinta das Cruzes.
Foi agraciado pelo presidente da República Américo Tomás, a 5 de julho de 1971, no Palácio de São Lourenço, com o grau de Comendador da Ordem de Benemerência (atual Ordem do Mérito). Morreu na sua cidade natal a 26 de novembro de 1978.
Em morte, o seu património (a coleção, recheio da sua casa) foi legado, por testamento, à Região Autónoma da Madeira. A Região procedeu à compra da moradia, reabilitou-a e inaugurou, em 1988, a Casa-Museu Frederico de Freitas.